# Uche Jombo
 (avril 2024).
Le contenu est difficilement compréhensible vu les erreurs de traduction, qui sont peut-être dues à l'utilisation d'un logiciel de traduction automatique.
Uche Jombo Rodriguez, née le 28 décembre 1979 à Abiriba (en) au Nigeria, est une actrice, scénariste et productrice du cinéma nigériane..

## Biographie
Née en décembre 1979 à Abiriba, dans l'État d'Abia,, elle est diplômée en mathématique et statistiques de l'université de Calabar et en programmation informatique de l'université fédérale de technologie de Minna. Elle est repérée par hasard, en accompagnant une amie à un casting en 1998,. 
Elle commence dans des films réalisés à la sauvette, gravés sur DivX, et vendus au marché de Balogun (situé sur l'île de Lagos) puis enchaîne dans d'autres productions et accède à des réalisations ayant une diffusion télé, dans des films de piètre qualité comme Visa to hell sorti en 1999 ou Girls Hostel sori en 2000. Elle fait aussi partie de distribution de films devenus des succès nationaux tels Love Games en 2009, After The Proposal en 2015 ou encore Heaven on My Mind (film) (en) en 2018 (où elle participe à l'écriture du scénario),.

## Filmographie (extrait)
La filmographie de Uche Jombo, comprend les films suivants :
| Year | Film                 | Rôle      | Notes                                                       |
| ---- | -------------------- | --------- | ----------------------------------------------------------- |
| 1999 | Visa to hell         |           |                                                             |
| 2000 | Girls Hostel         |           | avec Mary Uranta                                            |
| 2002 | Fire Love            |           | avec Desmond Elliot                                         |
| 2004 | Scout                |           | avec Alex Lopez (en)                                        |
| 2005 | Endless Lies         | Becky     | avec Desmond Elliot                                         |
| 2005 | Darkest Night        |           | avec Genevieve Nnaji, Richard Mofe Damijo et Desmond Elliot |
| 2005 | Black Bra            |           |                                                             |
| 2006 | Secret Fantasy       |           | avec Ini Edo                                                |
| 2006 | Price of Fame        |           | avec Mike Ezuruonye et Ini Edo                              |
| 2006 | My Sister My Love    | Hope      | avec Desmond Elliot                                         |
| 2006 | Love Wins            | Ege       | avec Desmond Elliot                                         |
| 2006 | Co-operate Runs      |           | avec Zack Orji                                              |
| 2007 | World of Commotion   |           | avec Zack Orji et Mike Ezuruonye                            |
| 2007 | Rush Hour            |           |                                                             |
| 2007 | Price of Peace       |           | avec Chioma Chukwuka et Jim Iyke                            |
| 2007 | Most Wanted Bachelor |           | avec Ini Edo et Mike Ezuruonye                              |
| 2007 | Keep My Will         |           | avec Genevieve Nnaji et Mike Ezuruonye                      |
| 2007 | House of Doom        |           | avec Zack Orji et Mike Ezuruonye                            |
| 2007 | Greatest Harvest     |           | avec Pete Edochie                                           |
| 2007 | Final Hour           |           | avec Tonto Dikeh                                            |
| 2008 | Feel My Pain         |           | avec Mike Ezuruonye                                         |
| 2008 | Beyonce et Rihanna   | Nichole   | avec Omotola Jalade-Ekeinde, Nadia Buari et Jim Iyke        |
| 2009 | Love Games           |           | avec Jackie Appiah et Ini Edo                               |
| 2009 | Entanglement         |           | avec Desmond Elliot, Mercy Johnson et Omoni Oboli           |
| 2009 | Silent Scandals (en) | Muky      | avec Genevieve Nnaji et Majid Michel                        |
| 2010 | Home in Exile        |           | avec Desmond Elliot                                         |
| 2010 | Holding Hope (en)    | Hope      | avec Desmond Elliot et Nadia Buari                          |
| 2011 | Kiss and Tell (film) | Mimi      | avec Desmond Elliot et Nse Ikpe-Etim                        |
| 2011 | Damage               |           | avec Tonto Dikeh                                            |
| 2012 | Mrs Somebody         | Desperado |                                                             |
| 2012 | "Misplaced"          | Debra     | avec Van Vicker                                             |
| 2015 | After The Proposal   | Mary      | avec Patience Ozokwor & Anthony Monjaro                     |
| 2016 | Wives on Strike      |           | avec Omoni Oboli                                            |
| 2018 | Heaven On My Mind    |           |                                                             |